# Katalog Messiera

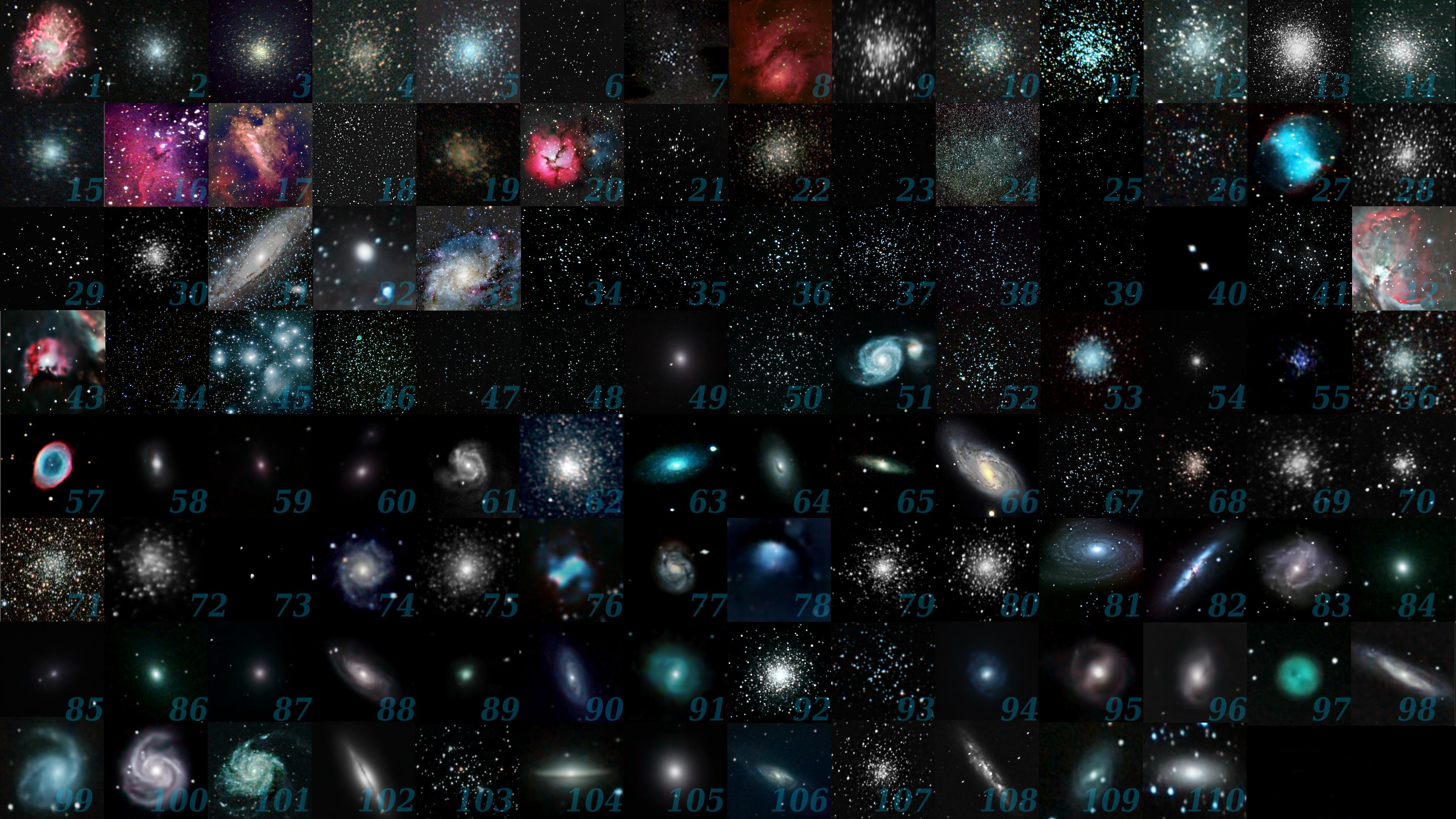
Grafika przedstawiająca wszystkie 110 obiektów z katalogu Messiera

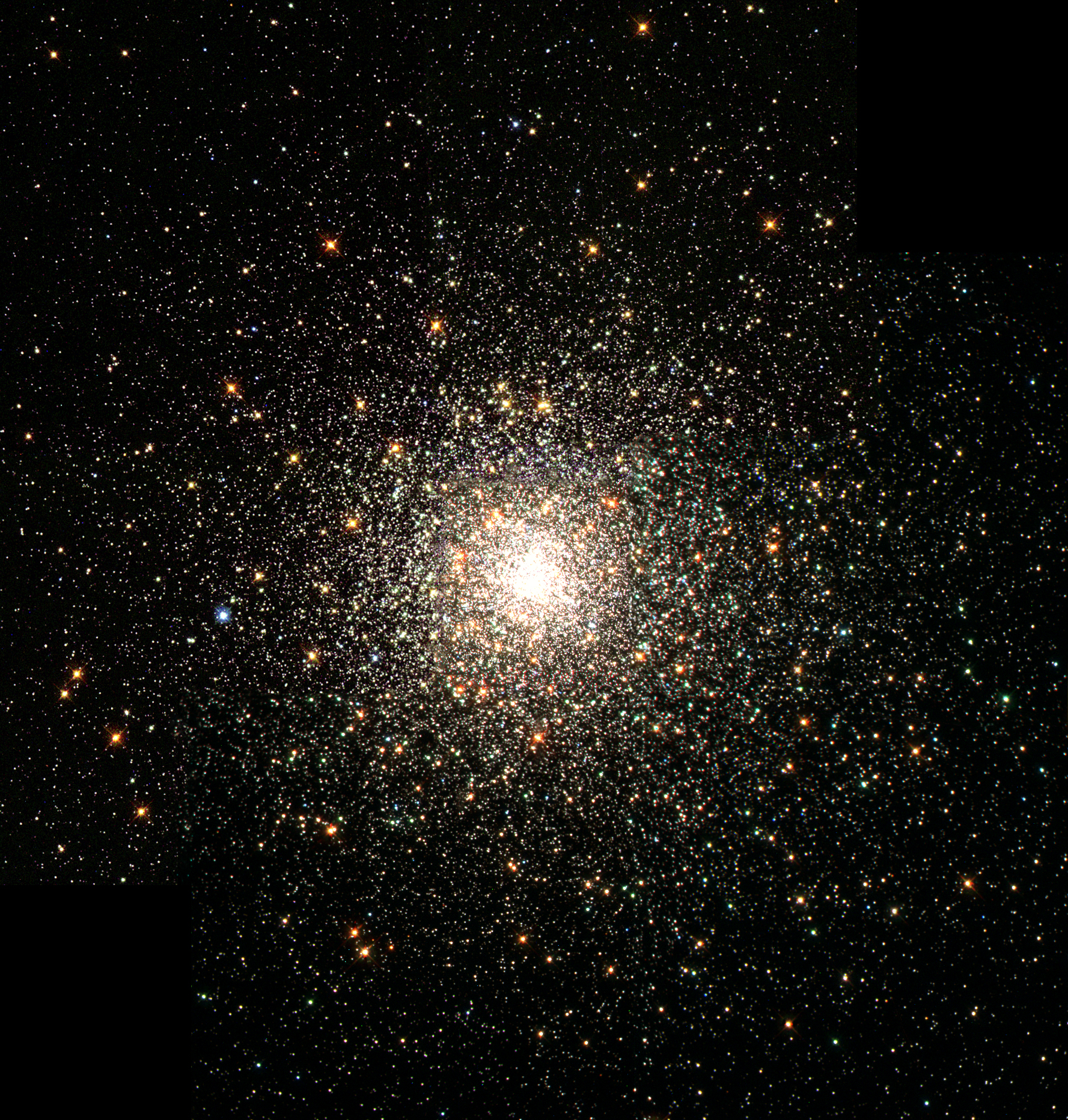
Gromada kulista M80 w Skorpionie

Katalog Messiera – katalog astronomiczny zawierający obiekty na niebie, którego pierwsza wersja została opublikowana przez Charles’a Messiera w 1774. Pomysł skatalogowania obiektów nasunął się astronomowi podczas przygotowań do obserwacji powrotu komety Halleya w roku 1759. Messier natknął się przy tej okazji na Mgławicę Kraba (M1) i zauważył, że z wyglądu można ją pomylić z kometami. Wkrótce potem znalazł więcej mglistych obiektów (pełne zrozumienie ich właściwości nastąpiło dopiero w pierwszej połowie XX wieku). Ponumerował je, dodając z przodu literę M, co miało mu posłużyć do celów praktycznych. Ostateczna wersja Messiera wydana w 1784 zawierała 103 obiekty, po czym dodano 6 innych obiektów, odkrytych później przez Messiera i jego przyjaciela Pierre’a Méchaina. Ostatni obiekt został dodany do listy w 1966.
Katalog zawiera 57 gromad gwiazd, 40 galaktyk, 1 pozostałość po supernowej (Mgławica Kraba), 4 mgławice planetarne, 7 mgławic rozmytych i 1 gwiazdę podwójną. Osiem z tych obiektów leży w Wielkiej Niedźwiedzicy. Każdy obiekt w katalogu jest oznaczony pierwszą literą nazwiska jego twórcy („M”) oraz kolejnym numerem. Jako, że wszystkie obserwacje Messier prowadził w Paryżu, katalog obejmuje obiekty położone nie dalej niż 40 stopni deklinacji południowej.
Od czasów Messiera odkryto dziesiątki tysięcy innych podobnych obiektów na niebie. Jednak obiekty Messiera są wśród nich najjaśniejsze i najlepiej widoczne dlatego, że zostały odkryte w XVIII wieku dysponując prymitywnym jak na dzisiejsze czasy teleskopem. Z tego powodu obiekty Messiera są bardzo często obserwowane przez amatorów astronomii używających tanich i łatwo dostępnych teleskopów lub lornetek. W kilku przypadkach obiekty można zaobserwować nieuzbrojonym okiem. Dlatego też katalog ten jest wciąż popularny i każdy zawarty w nim obiekt, chociaż może mieć współcześnie inną nazwę systematyczną, jest powszechnie określany numerem z katalogu Messiera.